# Annie Kenney

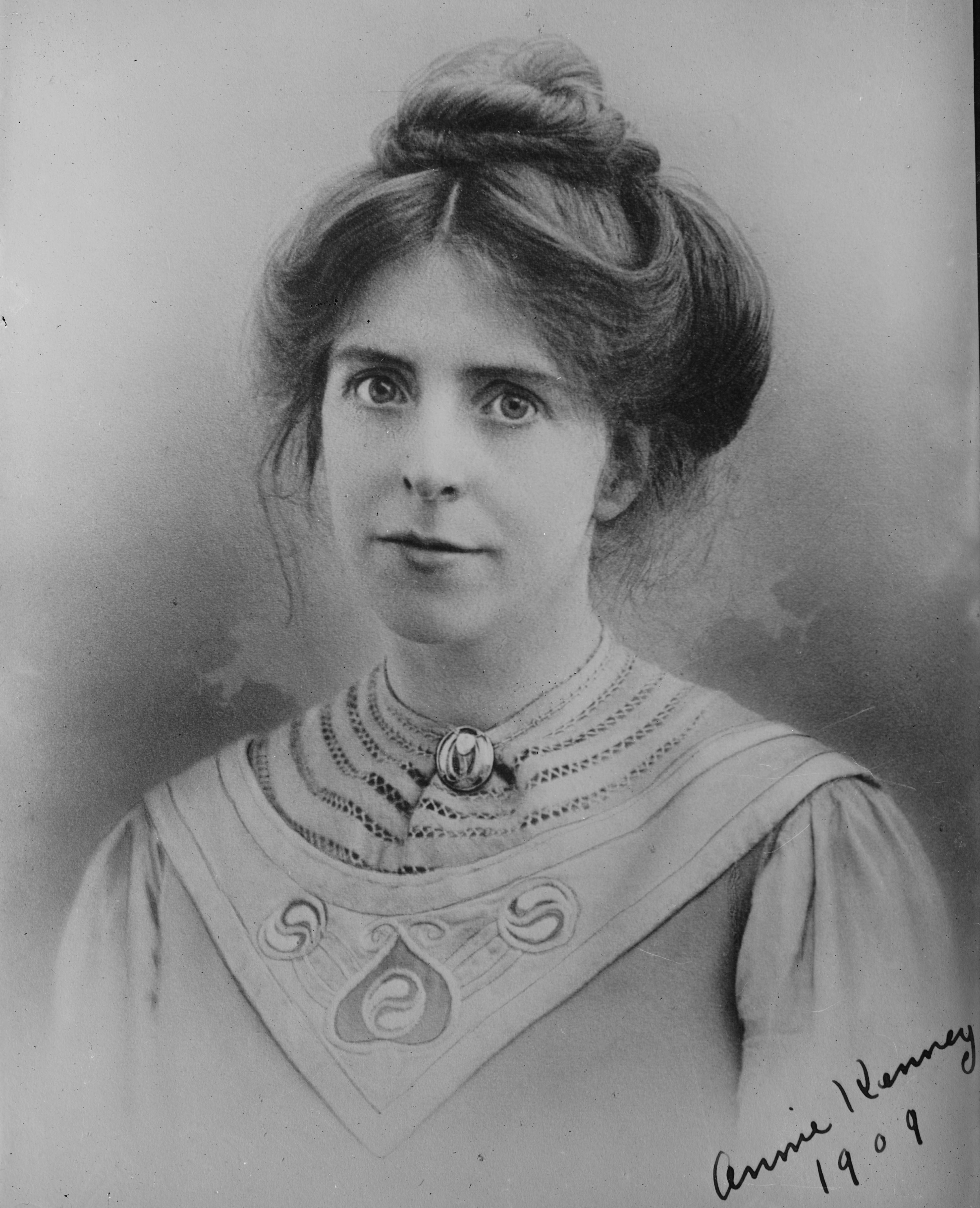
Annie Kenney em 1909

Annie Kenney (Springhead, 13 de setembro de 1879 – Hitchen, 9 de julho de 1953) foi uma sufragista inglesa da classe trabalhadora que se tornou numa figura proeminente da Women's Social and Political Union (União Social e Política das Mulheres). Ela atraiu a atenção da imprensa e do público em 1905 quando foi presa, em conjunto com Christabel Pankhurst, durante vários dias sob acusações de agressão e obstrução por provocarem Sir Edward Grey num comício do Partido Liberal em Manchester. Este incidente é tido como o primeiro de uma nova fase da luta pelo sufrágio feminino no Reino Unido marcada por táticas militantes.